# أناستاسيا أبروسيموفا
أناستازيا ألكساندروفنا أبروسيموفا (ولدت في 17 يوليو 1990) هي لاعبة ثلاثية روسية. فازت في بطولة بطولة العالم للترياتلون أكواثلون 2015. في العام التالي شاركت في منافسات السيدات في دورة الألعاب الأولمبية الصيفية 2016.